# 265. п. н. е.

## Догађаји
- Римљани практично успостављају власт над читавом Италијом (искључујући северни део, долину реке По).